# Home is Where the Hate is
Home is Where the Hate is is een ep en de eerste uitgave van de Britse poppunkband The Fight. Het album werd uitgegeven op 22 april 2003 door het Amerikaanse punklabel Fat Wreck Chords in cd- en vinylformaat. Enkele van de nummers die op dit album staan zijn ook te horen op het debuutalbum Nothing New Since Rock 'n' Roll (2004), namelijk "Forgotten Generation", "Stage Skool Kidz", en "Revolution Calling".

## Nummers
1. "Forgotten Generation" - 2:15
2. "Fish Gang" - 2:02
3. "Home is Where the Hate is" - 3:26
4. "Greebo Wanabe" - 2:56
5. "(I'm Running Around in) Circles" - 3:15
6. "Stage Skool Kidz" - 3:16
7. "Revolution Calling" - 3:03

## Band
- Kate Turley - zang, gitaar
- Matthew Vale - basgitaar
- Jack Turley - drums
- Simon Lincoln Jefferies - gitaar